# Fernando Sanjurjo
Fernando Sanjurjo (Buenos Aires, Argentina, 9 de julio de 1982) es un futbolista argentino. Juega de mediocampista y su equipo actual es independiente de Jacinto Arauz  de la Liga Cultural Pampeana.

## Clubes
| Club                                        | País              | Año                |
| ------------------------------------------- | ----------------- | ------------------ |
| Ferro Carril Oeste                          | Argentina         | 1999-2001          |
| Defensores de Belgrano                      | Argentina         | 2001 - 2002        |
| San Telmo                                   | Argentina         | 2002-2003          |
| River Plate                                 | Paraguay          | 2003-2004          |
| Aris Salónica FC                            | Grecia            | 2004-2006          |
| PAS Giannina                                | Grecia            | 2006-2007          |
| Diagoras FC                                 | Grecia            | 2008-2008          |
| Pyrsos Grevena FC                           | Grecia            | 2008-2009          |
| Talleres de Córdoba                         | Argentina         | 2009               |
| Wilstermann                                 | Bolivia           | 2010               |
| Aurora                                      | Bolivia           | 2011-2012          |
| Olmedo                                      | Ecuador           | 2012               |
| Técnico Universitario Alumni de Villa María | Ecuador Argentina | 2013 2013-presente |

- Datos: Q5444919